# 오펀: 천사의 탄생
"오펀: 천사의 탄생"(영어: Orphan: First Kill)은 2022년 개봉한 미국의 심리 공포 영화이다. 윌리엄 브렌트 벨이 감독을 맡았으며, 2009년 영화 《오펀: 천사의 비밀》의 프리퀄 작품이다. 전작에 이어 배우 이저벨 퍼먼이 주인공으로 출연한다.

## 출연진

### 주연
- 이저벨 퍼먼 - 에스더 올브라이트 역
- 줄리아 스타일스 - 트리샤 올브라이트 역

### 조연
- 로지프 서덜랜드 - 앨런 올브라이트 역
- 매튜 핀랜 - 거너 올브라이트 역
- 가나가와 히로 - 도넌 형사 역
- 데이비드 로렌스 브라운
- 로렌 코크랜